# Starčevljani
Starčevljani is een plaats in de gemeente Kapela in de Kroatische provincie Bjelovar-Bilogora. De plaats telt 176 inwoners (2001).